# Club Brugge in het seizoen 2000/01
Club Brugge werd in het seizoen 2000/01 voor het derde jaar op rij vicekampioen.

## Selectie
| Nr.           | Naam                 | Nationaliteit  | Geboortedatum | Vorige club       |
| ------------- | -------------------- | -------------- | ------------- | ----------------- |
| Keepers       |                      |                |               |                   |
| 1             | Dany Verlinden       | België         | 15-08-1963    | Lierse SK         |
| 13            | Dejan Nemec          | Slovenië       | 01-03-1977    | NK Mura           |
| 23            | Stijn Stijnen        | België         | 07-04-1981    | KSC Hasselt       |
| Verdedigers   |                      |                |               |                   |
| 2             | Olivier De Cock      | België         | 09-11-1975    | /                 |
| 4             | Milan Lešnjak        | Joegoslavië    | 09-09-1975    | FK Obilić         |
| 5             | Peter Van der Heyden | België         | 16-07-1976    | Eendracht Aalst   |
| 12            | Tjörven De Brul 2    | België         | 22-06-1973    | KSC Lokeren       |
| 16            | Nzelo Lembi          | Congo-Kinshasa | 25-08-1975    | KSC Lokeren       |
| 22            | Birger Maertens      | België         | 28-06-1980    | /                 |
| 25            | Hans Cornelis        | België         | 13-10-1982    | /                 |
| 28            | Jimmy De Wulf        | België         | 09-06-1980    | /                 |
| Middenvelders |                      |                |               |                   |
| 3             | Timmy Simons         | België         | 11-12-1976    | Lommel SK         |
| 6             | Philippe Clement     | België         | 22-03-1974    | Coventry City     |
| 8             | Gaëtan Englebert     | België         | 11-06-1976    | Sint-Truidense VV |
| 10            | Bratislav Ristić     | Joegoslavië    | 21-01-1980    | Radnički Niš      |
| 14            | Sven Vermant 3       | België         | 04-04-1973    | KV Mechelen       |
| 15            | Aminu Sani           | Nigeria        | 14-05-1980    | Atalanta          |
| 20            | Ebrima Sillah        | Gambia         | 12-04-1980    | KRC Harelbeke     |
| 24            | Tim Smolders         | België         | 26-08-1980    | /                 |
| 27            | Karel Geraerts       | België         | 05-01-1982    | /                 |
| Aanvallers    |                      |                |               |                   |
| 7             | Gert Verheyen        | België         | 20-09-1970    | RSC Anderlecht    |
| 9             | Josip Šimić          | Kroatië        | 16-09-1977    | Dinamo Zagreb     |
| 11            | Sandy Martens        | België         | 23-12-1972    | AA Gent           |
| 17            | José Duarte          | Brazilië       | 06-07-1980    | Anapolina         |
| 18            | Andrés Mendoza       | Peru           | 26-04-1978    | Sporting Cristal  |
| 19            | Jochen Janssen       | België         | 22-01-1976    | KVC Westerlo      |
| 19            | Rune Lange           | Noorwegen      | 24-06-1977    | Trabzonspor       |

- = Aanvoerder
- B-kern:  Joeri Pardo,  Tomas Daumantas,  Glenn Decaesstecker (K)

### Technische staf
| Functie         | Naam               | Nationaliteit |
| --------------- | ------------------ | ------------- |
| Coach           | Trond Sollied      | Noorwegen     |
| Assistent-coach | René Verheyen      | België        |
| Assistent-coach | Chris Van Puyvelde | België        |

## Resultaten
Een overzicht van de competities waaraan Club Brugge in het seizoen 2000-2001 deelnam.
| Seizoen 2000/01  | Seizoen 2000/01 | Seizoen 2000/01    |
| Competitie       | Resultaat       | Uitgeschakeld door |
| ---------------- | --------------- | ------------------ |
| Eerste klasse    | Vicekampioen    |                    |
| Beker van België | 1/16 finale     | La Louvière        |
| UEFA Cup         | 1/16 finale     | FC Barcelona       |

## Uitrustingen
Shirtsponsor(s): Dexia

Sportmerk: adidas
| Thuis | Uit | Alternatief | Zomerstage | Doelman | Doelman | Doelman | Doelman |

#### Opmerkingen
1. ↑  Deze uitrusting, zonder het clublogo op het truitje, werd gedragen in de uitwedstrijd tegen Germinal Beerschot op 17 september 2000.
2. ↑  1 (Nzelo Lembi, Tjörven De Brul en Germinal Beerschot-verdediger Vinko Marinović, afbeelding Flickr)
3. ↑  2 (Nzelo Lembi tijdens de voorbereiding op het seizoen, afbeelding Flickr)

## Transfers

### Zomer
| Naam                 | Nationaliteit | Van/naar          | Type         |
| -------------------- | ------------- | ----------------- | ------------ |
| Inkomend             |               |                   |              |
| Timmy Simons         | België        | Lommel SK         | Gekocht      |
| Peter Van der Heyden | België        | Eendracht Aalst   | Gekocht      |
| Stijn Stijnen        | België        | KSC Hasselt       | Gekocht      |
| Dejan Nemec          | Slovenië      | NK Mura           | Gekocht      |
| José Duarte          | Brazilië      | Anapolina         | Gekocht      |
| Josip Šimić          | Kroatië       | Dinamo Zagreb     | Gekocht      |
| Ebrima Sillah        | Gambia        | KRC Harelbeke     | Einde huur   |
| Glenn Decaesstecker  | België        | KV Oostende       | Einde huur   |
| Uitgaand             |               |                   |              |
| Vital Borkelmans     | België        | AA Gent           | Transfervrij |
| Nicolas Denys        | België        | AA Gent           | Verkocht     |
| Eric Deflandre       | België        | Olympique Lyon    | Verkocht     |
| Dimitri Wellens      | België        | Zulte Waregem     | Verkocht     |
| Aleksandar Ilić      | Joegoslavië   | RSC Anderlecht    | Verkocht     |
| Darko Anić           | Joegoslavië   | Siirtspor         | Verkocht     |
| Dalibor Mitrović     | Joegoslavië   | KVC Westerlo      | Verkocht     |
| Nader El-Sayed       | Egypte        | Goldi Fayoum      | Verkocht     |
| Khalilou Fadiga      | Senegal       | Auxerre           | Verkocht     |
| Koen Schockaert      | België        | Sint-Truidense VV | Huur         |

### Winter
| Naam                | Nationaliteit | Van/naar     | Type     |
| ------------------- | ------------- | ------------ | -------- |
| Inkomend            |               |              |          |
| Rune Lange          | Noorwegen     | Trabzonspor  | Gekocht  |
| Uitgaand            |               |              |          |
| Jochen Janssen      | België        | Austria Wien | Verkocht |
| Glenn Decaesstecker | België        | KEG Gistel   | Verkocht |

## Competitie

### Wedstrijden
| Wedstrijddetails                                                                                                 | Thuisploeg                                                                       | Uitslag                                         | Uitploeg                                                             | Opstelling | Kaarten                                   |
| --- | -------------------------------------------------------------------------------- | ----------------------------------------------- | -------------------------------------------------------------------- | --- | ----------------------------------------- |
| Heenronde |                                                                                  |                                                 |                                                                      | |                                           |
| 13 augustus 2000 15:00 Jan Breydelstadion Brugge (Sint-Andries) Ref.: Eric Romain Toeschouwers: 20.000           | Club Brugge                                                                      | 6 – 2                                           | KAA Gent                                                             | 1 Verlinden 2 De Cock, 3 Lembi, 4 De Brul, 5 Van der Heyden 6 Simons, 8 Englebert, 10 Vermant 7 Verheyen (83' Martens), 9 Mendoza (78' Sillah), 11 Fadiga (76' Smolders) 4–3–3 punt naar achteren [Smolders 9 en Mendoza 11 in 76'] De Brul in 83' Wedstrijdverslag | De Brul                                   |
| 13 augustus 2000 15:00 Jan Breydelstadion Brugge (Sint-Andries) Ref.: Eric Romain Toeschouwers: 20.000           | Fadiga 18' Fadiga 26' Verheyen 27' Fadiga 51' (pen) Vermant 70' Englebert 89'    | 1 – 0 2 – 0 3 – 0 4 – 0 4 – 1 5 – 1 5 – 2 6 – 2 | 58' Schepens 85' Kaklamanos                                          | 1 Verlinden 2 De Cock, 3 Lembi, 4 De Brul, 5 Van der Heyden 6 Simons, 8 Englebert, 10 Vermant 7 Verheyen (83' Martens), 9 Mendoza (78' Sillah), 11 Fadiga (76' Smolders) 4–3–3 punt naar achteren [Smolders 9 en Mendoza 11 in 76'] De Brul in 83' Wedstrijdverslag | De Brul                                   |
| 20 augustus 2000 20:00 Le Cannonier Moeskroen Ref.: Jacky Quaranta Toeschouwers: 11.500                          | Excelsior Moeskroen                                                              | 0 – 2                                           | Club Brugge                                                          | Verlinden De Cock, Lembi, De Brul, Van der Heyden Simons, Englebert, Vermant Verheyen , Mendoza (90+1' Smolders), Fadiga (84' Martens) 4–3–3 punt naar achteren Wedstrijdverslag | De Cock Fadiga Lembi                      |
| 20 augustus 2000 20:00 Le Cannonier Moeskroen Ref.: Jacky Quaranta Toeschouwers: 11.500                          | Żewłakow 30'                                                                     | 0 – 1 1 – 1 1 – 2                               | 14' Fadiga 90' Vermant                                               | Verlinden De Cock, Lembi, De Brul, Van der Heyden Simons, Englebert, Vermant Verheyen , Mendoza (90+1' Smolders), Fadiga (84' Martens) 4–3–3 punt naar achteren Wedstrijdverslag | De Cock Fadiga Lembi                      |
| 27 augustus 2000 15:00 Jan Breydelstadion Brugge (Sint-Andries) Ref.: Ghislain Hayen Toeschouwers: 12.000        | Club Brugge                                                                      | 3 – 1                                           | Lokeren SNW                                                          | Verlinden De Cock, Lembi, De Brul, Van der Heyden Simons, Englebert, Vermant Verheyen , Mendoza (89' Martens), Fadiga (78' Janssen) 4–3–3 punt naar achteren [Janssen 9 en Mendoza 11 in 78'] Wedstrijdverslag |                                           |
| 27 augustus 2000 15:00 Jan Breydelstadion Brugge (Sint-Andries) Ref.: Ghislain Hayen Toeschouwers: 12.000        | Mendoza 12' Vermant 64' Van der Heyden 73'                                       | 1 – 0 1 – 1 2 – 1 3 – 1                         | 16' Janssens                                                         | Verlinden De Cock, Lembi, De Brul, Van der Heyden Simons, Englebert, Vermant Verheyen , Mendoza (89' Martens), Fadiga (78' Janssen) 4–3–3 punt naar achteren [Janssen 9 en Mendoza 11 in 78'] Wedstrijdverslag |                                           |
| 6 september 2000 20:00 Sclessin Luik Ref.: Michel Piraux Toeschouwers: 17.000                                    | Standard Luik                                                                    | 0 – 4                                           | Club Brugge                                                          | Verlinden De Cock, Lembi, De Brul, Van der Heyden Simons, Englebert, Vermant (81' Sillah) Verheyen , Mendoza (74' Janssen), Martens (89' Smolders) 4–3–3 punt naar achteren Wedstrijdverslag | De Cock                                   |
| 6 september 2000 20:00 Sclessin Luik Ref.: Michel Piraux Toeschouwers: 17.000                                    |                                                                                  | 0 – 1 0 – 2 0 – 3 0 – 4                         | 27' Verheyen 62' Verheyen 86' Janssen 89' Martens                    | Verlinden De Cock, Lembi, De Brul, Van der Heyden Simons, Englebert, Vermant (81' Sillah) Verheyen , Mendoza (74' Janssen), Martens (89' Smolders) 4–3–3 punt naar achteren Wedstrijdverslag | De Cock                                   |
| 10 september 2000 15:00 Jan Breydelstadion Brugge (Sint-Andries) Ref.: Marcel Javaux Toeschouwers: 14.000        | Club Brugge                                                                      | 3 – 0                                           | La Louvière                                                          | Verlinden De Cock, Lembi, De Brul, Van der Heyden Simons, Englebert, Vermant Verheyen , Mendoza (37' Janssen), Martens (66' Šimić (75' Sillah)) 4–3–3 punt naar achteren [Janssen 9 en Martens 11 in 37'] Wedstrijdverslag | Vermant De Cock                           |
| 10 september 2000 15:00 Jan Breydelstadion Brugge (Sint-Andries) Ref.: Marcel Javaux Toeschouwers: 14.000        | De Brul 12' Verheyen 70' Vermant 88'                                             | 1 – 0 2 – 0 3 – 0                               |                                                                      | Verlinden De Cock, Lembi, De Brul, Van der Heyden Simons, Englebert, Vermant Verheyen , Mendoza (37' Janssen), Martens (66' Šimić (75' Sillah)) 4–3–3 punt naar achteren [Janssen 9 en Martens 11 in 37'] Wedstrijdverslag | Vermant De Cock                           |
| 17 september 2000 20:00 Het Kiel Antwerpen (Wilrijk) Ref.: Pieter Vandevenne Toeschouwers: 9.000                 | Germinal Beerschot                                                               | 2 – 3                                           | Club Brugge                                                          | Verlinden Englebert, Lembi, De Brul, Van der Heyden Simons, Martens (86' Smolders), Vermant Verheyen , Janssen (79' Sani), Mendoza (89' Lešnjak) 4–3–3 punt naar achteren [Sani 8 en Martens 9 in 79'] 4–4–2 libero / stopper met Lembi libero en Simons stopper in 89' Wedstrijdverslag | Lembi Verheyen                            |
| 17 september 2000 20:00 Het Kiel Antwerpen (Wilrijk) Ref.: Pieter Vandevenne Toeschouwers: 9.000                 | Huysmans 76' Huysmans 80' (pen)                                                  | 0 – 1 0 – 2 1 – 2 2 – 2 2 – 3                   | 20' Verheyen 75' Verheyen 86' Mendoza                                | Verlinden Englebert, Lembi, De Brul, Van der Heyden Simons, Martens (86' Smolders), Vermant Verheyen , Janssen (79' Sani), Mendoza (89' Lešnjak) 4–3–3 punt naar achteren [Sani 8 en Martens 9 in 79'] 4–4–2 libero / stopper met Lembi libero en Simons stopper in 89' Wedstrijdverslag | Lembi Verheyen                            |
| 24 september 2000 15:00 Forestiersstadion Harelbeke Ref.: Eric Blareau Toeschouwers: 9.000                       | KRC Harelbeke                                                                    | 0 – 6                                           | Club Brugge                                                          | Verlinden De Cock, Lembi, De Brul, Van der Heyden Simons, Englebert, Vermant (89' Lešnjak) Verheyen , Mendoza (80' Sillah), Martens (66' Janssen) 4–3–3 punt naar achteren 4–4–2 libero / stopper met Lešnjak libero, Simons stopper en Sillah 10 in 89' Wedstrijdverslag | Mendoza                                   |
| 24 september 2000 15:00 Forestiersstadion Harelbeke Ref.: Eric Blareau Toeschouwers: 9.000                       |                                                                                  | 0 – 1 0 – 2 0 – 3 0 – 4 0 – 5 0 – 6             | 6' Simons 39' Vermant 54' Verheyen 82' Mendoza 84' Janssen 85' Lembi | Verlinden De Cock, Lembi, De Brul, Van der Heyden Simons, Englebert, Vermant (89' Lešnjak) Verheyen , Mendoza (80' Sillah), Martens (66' Janssen) 4–3–3 punt naar achteren 4–4–2 libero / stopper met Lešnjak libero, Simons stopper en Sillah 10 in 89' Wedstrijdverslag | Mendoza                                   |
| 1 oktober 2000 15:00 Jan Breydelstadion Brugge (Sint-Andries) Ref.: Luc Huyghe Toeschouwers: 16.000              | Club Brugge                                                                      | 5 – 2                                           | KV Mechelen                                                          | Nemec De Cock, Lembi, De Brul, Van der Heyden Simons, Englebert (88' Janssen), Vermant Verheyen , Mendoza, Martens (71' Sillah) 4–3–3 punt naar achteren [Mendoza 9 en Sillah 11 in 71'] [Sillah 8, Janssen 9 en Mendoza 11 in 88'] Wedstrijdverslag | De Brul                                   |
| 1 oktober 2000 15:00 Jan Breydelstadion Brugge (Sint-Andries) Ref.: Luc Huyghe Toeschouwers: 16.000              | 36' Martens 45' (pen) Lembi 73' Verheyen 81' (pen) Mendoza 89' Verheyen          | 0 – 1 1 – 1 2 – 1 3 – 1 4 – 1 4 – 2 5 – 2       | 23' Joao Elias 85' Geebelen                                          | Nemec De Cock, Lembi, De Brul, Van der Heyden Simons, Englebert (88' Janssen), Vermant Verheyen , Mendoza, Martens (71' Sillah) 4–3–3 punt naar achteren [Mendoza 9 en Sillah 11 in 71'] [Sillah 8, Janssen 9 en Mendoza 11 in 88'] Wedstrijdverslag | De Brul                                   |
| 15 oktober 2000 15:00 Pierre Cornelisstadion Aalst Ref.: Eddie Vermeirsch Toeschouwers: 8.500                    | Eendracht Aalst                                                                  | 0 – 2                                           | Club Brugge                                                          | Verlinden De Cock, Lembi, De Brul, Van der Heyden (70' Sillah) Simons, Englebert, Vermant Verheyen , Mendoza (70' Janssen), Martens (59' Lešnjak) 4–3–3 punt naar achteren 4–4–2 libero / stopper met Lembi libero en Simons stopper in 59' Wedstrijdverslag | Englebert 10' Lembi                       |
| 15 oktober 2000 15:00 Pierre Cornelisstadion Aalst Ref.: Eddie Vermeirsch Toeschouwers: 8.500                    |                                                                                  | 0 – 1 0 – 2                                     | 69' Janssen 90' Vermant                                              | Verlinden De Cock, Lembi, De Brul, Van der Heyden (70' Sillah) Simons, Englebert, Vermant Verheyen , Mendoza (70' Janssen), Martens (59' Lešnjak) 4–3–3 punt naar achteren 4–4–2 libero / stopper met Lembi libero en Simons stopper in 59' Wedstrijdverslag | Englebert 10' Lembi                       |
| 22 oktober 2000 15:00 Jan Breydelstadion Brugge (Sint-Andries) Ref.: Philippe Flament Toeschouwers: 15.000       | Club Brugge                                                                      | 5 – 0                                           | STVV                                                                 | Verlinden De Cock (69' Janssen), Lembi (77' Lešnjak), De Brul, Van der Heyden Simons, Englebert, Vermant (77' Smolders) Verheyen , Mendoza, Martens 4–3–3 punt naar achteren [Englebert 2, Martens 8 en Janssen 9 in 69'] Wedstrijdverslag | Lembi                                     |
| 22 oktober 2000 15:00 Jan Breydelstadion Brugge (Sint-Andries) Ref.: Philippe Flament Toeschouwers: 15.000       | Verheyen 19' Mendoza 21' Englebert 67' Janssen 72' Mendoza 88'                   | 1 – 0 2 – 0 3 – 0 4 – 0 5 – 0                   |                                                                      | Verlinden De Cock (69' Janssen), Lembi (77' Lešnjak), De Brul, Van der Heyden Simons, Englebert, Vermant (77' Smolders) Verheyen , Mendoza, Martens 4–3–3 punt naar achteren [Englebert 2, Martens 8 en Janssen 9 in 69'] Wedstrijdverslag | Lembi                                     |
| 29 oktober 2000 20:00 't Kuipje Westerlo Ref.: Jacky Quaranta Toeschouwers: 10.000                               | Westerlo                                                                         | 0 – 2                                           | Club Brugge                                                          | Nemec De Cock, Lešnjak, De Brul, Van der Heyden Simons, Englebert, Vermant (74' Smolders) Verheyen , Mendoza, Martens 4–3–3 punt naar achteren Wedstrijdverslag | Van der Heyden                            |
| 29 oktober 2000 20:00 't Kuipje Westerlo Ref.: Jacky Quaranta Toeschouwers: 10.000                               |                                                                                  | 0 – 1 0 – 2                                     | 79' Martens 89' Smolders                                             | Nemec De Cock, Lešnjak, De Brul, Van der Heyden Simons, Englebert, Vermant (74' Smolders) Verheyen , Mendoza, Martens 4–3–3 punt naar achteren Wedstrijdverslag | Van der Heyden                            |
| 12 november 2000 15:00 Jan Breydelstadion Brugge (Sint-Andries) Ref.: Frank De Bleeckere Toeschouwers: 14.000    | Club Brugge                                                                      | 6 – 0                                           | KSK Beveren                                                          | Nemec De Cock, Lembi, De Brul, Van der Heyden Simons, Englebert, Vermant (80' Janssen) Verheyen (64' Smolders), Mendoza, Martens 4–3–3 punt naar achteren [Martens 7 en Smolders 9 in 64'] De Brul in 64' [Janssen 9 en Smolders 10 in 80'] Wedstrijdverslag |                                           |
| 12 november 2000 15:00 Jan Breydelstadion Brugge (Sint-Andries) Ref.: Frank De Bleeckere Toeschouwers: 14.000    | 9' Martens 57' Mendoza 64' (pen) Lembi 65' Vermant 67' (pen) Vermant 80' Martens | 1 – 0 2 – 0 3 – 0 4 – 0 5 – 0 6 – 0             |                                                                      | Nemec De Cock, Lembi, De Brul, Van der Heyden Simons, Englebert, Vermant (80' Janssen) Verheyen (64' Smolders), Mendoza, Martens 4–3–3 punt naar achteren [Martens 7 en Smolders 9 in 64'] De Brul in 64' [Janssen 9 en Smolders 10 in 80'] Wedstrijdverslag |                                           |
| 17 november 2000 20:00 Mambourg Charleroi Ref.: Ghislain Hayen Toeschouwers: 8.000                               | Sporting Charleroi                                                               | 0 – 4                                           | Club Brugge                                                          | Nemec De Cock, Lešnjak, De Brul, Van der Heyden Simons, Englebert, Vermant Verheyen (80' Smolders), Mendoza (71' Janssen), Martens (85' Šimić) 4–3–3 punt naar achteren De Brul in 80' Wedstrijdverslag | Martens                                   |
| 17 november 2000 20:00 Mambourg Charleroi Ref.: Ghislain Hayen Toeschouwers: 8.000                               |                                                                                  | 0 – 1 0 – 2 0 – 3 0 – 4                         | 41' Verheyen 48' De Brul 55' Mendoza 72' Vermant                     | Nemec De Cock, Lešnjak, De Brul, Van der Heyden Simons, Englebert, Vermant Verheyen (80' Smolders), Mendoza (71' Janssen), Martens (85' Šimić) 4–3–3 punt naar achteren De Brul in 80' Wedstrijdverslag | Martens                                   |
| 26 november 2000 15:00 Jan Breydelstadion Brugge (Sint-Andries) Ref.: Michel Piraux Toeschouwers: 14.000         | Club Brugge                                                                      | 2 – 0                                           | Antwerp                                                              | Nemec De Cock, Lembi, De Brul (46' Janssen), Van der Heyden Simons, Englebert, Vermant (81' Ristić) Verheyen , Mendoza (73' Smolders), Martens 4–3–3 punt naar achteren 4–2–3–1 / 4–3–3 punt naar voren in 46' [Englebert, Martens en Vermant als 6, 8 en 10 in 46'] Wedstrijdverslag | Martens Verheyen Janssen                  |
| 26 november 2000 15:00 Jan Breydelstadion Brugge (Sint-Andries) Ref.: Michel Piraux Toeschouwers: 14.000         | Verheyen 64' Vermant 76'                                                         | 1 – 0 2 – 0                                     |                                                                      | Nemec De Cock, Lembi, De Brul (46' Janssen), Van der Heyden Simons, Englebert, Vermant (81' Ristić) Verheyen , Mendoza (73' Smolders), Martens 4–3–3 punt naar achteren 4–2–3–1 / 4–3–3 punt naar voren in 46' [Englebert, Martens en Vermant als 6, 8 en 10 in 46'] Wedstrijdverslag | Martens Verheyen Janssen                  |
| 1 december 2000 20:30 Constant Vanden Stockstadion Brussel (Anderlecht) Ref.: Paul Allaerts Toeschouwers: 27.000 | RSC Anderlecht                                                                   | 2 – 0                                           | Club Brugge                                                          | Nemec De Cock (76' Smolders), Lembi, De Brul, Van der Heyden (59' Lešnjak) Simons, Englebert, Vermant Verheyen , Mendoza (56' Janssen), Martens 4–3–3 punt naar achteren [Janssen 9 en Martens 11 in 56'] 4–4–2 libero / stopper met Lešnjak libero en Simons stopper in 59' [Englebert 7 en Smolders 8 in 76'] Wedstrijdverslag | Lembi Simons Van der Heyden Lešnjak       |
| 1 december 2000 20:30 Constant Vanden Stockstadion Brussel (Anderlecht) Ref.: Paul Allaerts Toeschouwers: 27.000 | Radzinski 20' Goor 90'                                                           | 1 – 0 2 – 0                                     |                                                                      | Nemec De Cock (76' Smolders), Lembi, De Brul, Van der Heyden (59' Lešnjak) Simons, Englebert, Vermant Verheyen , Mendoza (56' Janssen), Martens 4–3–3 punt naar achteren [Janssen 9 en Martens 11 in 56'] 4–4–2 libero / stopper met Lešnjak libero en Simons stopper in 59' [Englebert 7 en Smolders 8 in 76'] Wedstrijdverslag | Lembi Simons Van der Heyden Lešnjak       |
| 10 december 2000 15:00 Jan Breydelstadion Brugge (Sint-Andries) Ref.: Eric Blareau Toeschouwers: 15.000          | Club Brugge                                                                      | 1 – 0                                           | Lierse                                                               | Nemec De Cock, Lembi, De Brul, Van der Heyden Simons, Englebert (87' Clement), Vermant Verheyen , Janssen (63' Smolders), Mendoza (83' Šimić) 4–3–3 punt naar achteren Wedstrijdverslag | Verheyen                                  |
| 10 december 2000 15:00 Jan Breydelstadion Brugge (Sint-Andries) Ref.: Eric Blareau Toeschouwers: 15.000          | Mendoza 30'                                                                      | 1 – 0                                           |                                                                      | Nemec De Cock, Lembi, De Brul, Van der Heyden Simons, Englebert (87' Clement), Vermant Verheyen , Janssen (63' Smolders), Mendoza (83' Šimić) 4–3–3 punt naar achteren Wedstrijdverslag | Verheyen                                  |
| 17 december 2000 20:00 Fenixstadion Genk Ref.: Frank De Bleeckere Toeschouwers: 21.800                           | KRC Genk                                                                         | 0 – 1                                           | Club Brugge                                                          | Verlinden De Cock (90' Clement), Lembi, De Brul , Van der Heyden Simons, Smolders (78' Šimić), Vermant Englebert, Janssen (88' Lešnjak), Mendoza 4–3–3 punt naar achteren 4–4–2 libero / stopper met Lešnjak libero en Simons stopper in 88' [Šimić 7 in 78'; Englebert 8 in 78' en 2 in 90', Clement 8 in 90'] Wedstrijdverslag | Mendoza Englebert Janssen                 |
| 17 december 2000 20:00 Fenixstadion Genk Ref.: Frank De Bleeckere Toeschouwers: 21.800                           |                                                                                  | 0 – 1                                           | 13' De Brul                                                          | Verlinden De Cock (90' Clement), Lembi, De Brul , Van der Heyden Simons, Smolders (78' Šimić), Vermant Englebert, Janssen (88' Lešnjak), Mendoza 4–3–3 punt naar achteren 4–4–2 libero / stopper met Lešnjak libero en Simons stopper in 88' [Šimić 7 in 78'; Englebert 8 in 78' en 2 in 90', Clement 8 in 90'] Wedstrijdverslag | Mendoza Englebert Janssen                 |
| Terugronde |                                                                                  |                                                 |                                                                      | |                                           |
| 24 februari 2001 15:00 Jules Ottenstadion Gent (Gentbrugge) Ref.: Michel Piraux Toeschouwers: 11.000             | KAA Gent                                                                         | 0 – 2                                           | Club Brugge                                                          | 1 Nemec 6 De Brul 2 Lembi, 3 Simons, 4 Lešnjak 7 De Cock, 8 Englebert, 10 Vermant (89' Smolders), 5 Van der Heyden 9 Martens, 11 Mendoza (77' Šimić) 4–4–2 libero / stopper Wedstrijdverslag |                                           |
| 24 februari 2001 15:00 Jules Ottenstadion Gent (Gentbrugge) Ref.: Michel Piraux Toeschouwers: 11.000             |                                                                                  | 0 – 1 0 – 2                                     | 67' Martens 86' Englebert                                            | 1 Nemec 6 De Brul 2 Lembi, 3 Simons, 4 Lešnjak 7 De Cock, 8 Englebert, 10 Vermant (89' Smolders), 5 Van der Heyden 9 Martens, 11 Mendoza (77' Šimić) 4–4–2 libero / stopper Wedstrijdverslag |                                           |
| 19 januari 2001 20:30 Jan Breydelstadion Brugge (Sint-Andries) Ref.: Jacky Quaranta Toeschouwers: 15.000         | Club Brugge                                                                      | 2 – 2                                           | Excelsior Moeskroen                                                  | Verlinden De Cock (86' Janssen), Lembi, Clement, Van der Heyden (86' Duarte) Simons, Englebert, Vermant Verheyen , Martens (46' Lešnjak), Mendoza 4–3–3 punt naar achteren 4–4–2 libero / stopper met Lešnjak libero en Simons stopper in 46' 3–3–4 met Lešnjak libero en Simons stopper in 86' [Verheyen 7, Duarte + Janssen 9 en Mendoza 11 in 86'] Wedstrijdverslag | Vermant Clement                           |
| 19 januari 2001 20:30 Jan Breydelstadion Brugge (Sint-Andries) Ref.: Jacky Quaranta Toeschouwers: 15.000         | Vermant 4' (pen) Verheyen 50'                                                    | 1 – 0 1 – 1 2 – 1 2 – 2                         | 33' Ladon 60' Jestrović                                              | Verlinden De Cock (86' Janssen), Lembi, Clement, Van der Heyden (86' Duarte) Simons, Englebert, Vermant Verheyen , Martens (46' Lešnjak), Mendoza 4–3–3 punt naar achteren 4–4–2 libero / stopper met Lešnjak libero en Simons stopper in 46' 3–3–4 met Lešnjak libero en Simons stopper in 86' [Verheyen 7, Duarte + Janssen 9 en Mendoza 11 in 86'] Wedstrijdverslag | Vermant Clement                           |
| 27 januari 2001 13:30 Daknamstadion Lokeren (Daknam) Ref.: Luc Huyghe Toeschouwers: 7.000                        | Lokeren SNW                                                                      | 2 – 2                                           | Club Brugge                                                          | Verlinden De Cock, Lembi (55' Lešnjak), Clement, Van der Heyden Simons, Englebert, Vermant Martens (87' Sani), Mendoza, Šimić (46' Smolders) 4–3–3 punt naar achteren [Smolders 9 in 46', Englebert 7 en Sani 8 in 87'] [Englebert 7 en Sani 8 in 87'] Wedstrijdverslag |                                           |
| 27 januari 2001 13:30 Daknamstadion Lokeren (Daknam) Ref.: Luc Huyghe Toeschouwers: 7.000                        | Olufade 3' Olufade 32'                                                           | 1 – 0 2 – 0 2 – 1 2 – 2                         | 42' Lembi 52' Vermant                                                | Verlinden De Cock, Lembi (55' Lešnjak), Clement, Van der Heyden Simons, Englebert, Vermant Martens (87' Sani), Mendoza, Šimić (46' Smolders) 4–3–3 punt naar achteren [Smolders 9 in 46', Englebert 7 en Sani 8 in 87'] [Englebert 7 en Sani 8 in 87'] Wedstrijdverslag |                                           |
| 4 februari 2001 15:00 Jan Breydelstadion Brugge (Sint-Andries) Ref.: Eric Blareau Toeschouwers: 19.000           | Club Brugge                                                                      | 1 – 1                                           | Standard Luik                                                        | Verlinden De Cock (76' Clement), Lešnjak, De Brul, Van der Heyden Simons, Englebert, Vermant Verheyen , Martens (75' Smolders), Mendoza 4–3–3 punt naar achteren [Englebert 2 en Clement 8 in 76'] Wedstrijdverslag | Simons Van der Heyden                     |
| 4 februari 2001 15:00 Jan Breydelstadion Brugge (Sint-Andries) Ref.: Eric Blareau Toeschouwers: 19.000           | Verheyen 65'                                                                     | 1 – 0 1 – 1                                     | 72' Lukunku                                                          | Verlinden De Cock (76' Clement), Lešnjak, De Brul, Van der Heyden Simons, Englebert, Vermant Verheyen , Martens (75' Smolders), Mendoza 4–3–3 punt naar achteren [Englebert 2 en Clement 8 in 76'] Wedstrijdverslag | Simons Van der Heyden                     |
| 9 februari 2001 20:00 Tivoli La Louvière Ref.: Eric Romain Toeschouwers: 6.000                                   | La Louvière                                                                      | 1 – 1                                           | Club Brugge                                                          | Verlinden Englebert (81' Lembi), De Brul, Lešnjak, De Cock Simons, Clement, Vermant Verheyen , Martens (64' Duarte), Mendoza 4–3–3 punt naar achteren Wedstrijdverslag |                                           |
| 9 februari 2001 20:00 Tivoli La Louvière Ref.: Eric Romain Toeschouwers: 6.000                                   | Turacı 49'                                                                       | 0 – 1 1 – 1                                     | 47' Mendoza                                                          | Verlinden Englebert (81' Lembi), De Brul, Lešnjak, De Cock Simons, Clement, Vermant Verheyen , Martens (64' Duarte), Mendoza 4–3–3 punt naar achteren Wedstrijdverslag |                                           |
| 18 februari 2001 15:00 Jan Breydelstadion Brugge (Sint-Andries) Ref.: Ghislain Hayen Toeschouwers: 17.000        | Club Brugge                                                                      | 2 – 2                                           | Germinal Beerschot                                                   | Verlinden (46' Nemec) De Cock, Lembi, De Brul , Van der Heyden (32' Lešnjak) Simons, Englebert, Vermant Martens (76' Šimić), Smolders, Mendoza 4–3–3 punt naar achteren 4–4–2 libero / stopper met Lešnjak libero, Simons stopper, De Cock 7 en Martens 11 in 32] Wedstrijdverslag |                                           |
| 18 februari 2001 15:00 Jan Breydelstadion Brugge (Sint-Andries) Ref.: Ghislain Hayen Toeschouwers: 17.000        | Englebert 29' Smolders 62'                                                       | 0 – 1 0 – 2 1 – 2 2 – 2                         | 9' Degryse 11' Dagano                                                | Verlinden (46' Nemec) De Cock, Lembi, De Brul , Van der Heyden (32' Lešnjak) Simons, Englebert, Vermant Martens (76' Šimić), Smolders, Mendoza 4–3–3 punt naar achteren 4–4–2 libero / stopper met Lešnjak libero, Simons stopper, De Cock 7 en Martens 11 in 32] Wedstrijdverslag |                                           |
| 4 maart 2001 15:00 Jan Breydelstadion Brugge (Sint-Andries) Ref.: Marcel Javaux Toeschouwers: 17.000             | Club Brugge                                                                      | 0 – 0                                           | KRC Harelbeke                                                        | Verlinden De Cock (71' Duarte), Lembi, Lešnjak, Van der Heyden Simons, Englebert, Vermant Verheyen , Smolders, Martens (57' Šimić) 4–3–3 punt naar achteren [Englebert 2, Smolders 8 en Duarte 9 in 71'] Wedstrijdverslag | Lešnjak                                   |
| 4 maart 2001 15:00 Jan Breydelstadion Brugge (Sint-Andries) Ref.: Marcel Javaux Toeschouwers: 17.000             | Vermant 28'                                                                      |                                                 |                                                                      | Verlinden De Cock (71' Duarte), Lembi, Lešnjak, Van der Heyden Simons, Englebert, Vermant Verheyen , Smolders, Martens (57' Šimić) 4–3–3 punt naar achteren [Englebert 2, Smolders 8 en Duarte 9 in 71'] Wedstrijdverslag | Lešnjak                                   |
| 10 maart 2001 20:00 Achter de Kazerne Mechelen Ref.: Frank De Bleeckere Toeschouwers: 9.000                      | KV Mechelen                                                                      | 1 – 1                                           | Club Brugge                                                          | Verlinden De Cock, De Brul , Lešnjak, Van der Heyden Simons, Clement (46' Mendoza), Vermant Englebert, Šimić, Lembi 4–3–3 punt naar achteren [Lembi 8, Mendoza 9 en Šimić 11 in 46] Wedstrijdverslag | De Brul Vermant                           |
| 10 maart 2001 20:00 Achter de Kazerne Mechelen Ref.: Frank De Bleeckere Toeschouwers: 9.000                      | Van Hout 31' (pen)                                                               | 0 – 1 1 – 1                                     | 23' Lembi                                                            | Verlinden De Cock, De Brul , Lešnjak, Van der Heyden Simons, Clement (46' Mendoza), Vermant Englebert, Šimić, Lembi 4–3–3 punt naar achteren [Lembi 8, Mendoza 9 en Šimić 11 in 46] Wedstrijdverslag | De Brul Vermant                           |
| 18 maart 2001 15:00 Jan Breydelstadion Brugge (Sint-Andries) Ref.: Pieter Vandevenne Toeschouwers: 17.000        | Club Brugge                                                                      | 1 – 1                                           | Eendracht Aalst                                                      | Verlinden De Cock, Lembi , Lešnjak, Van der Heyden Simons, Englebert, Smolders (74' Clement) Martens (46' Sillah), Mendoza, Šimić (53' Sani) 4–3–3 punt naar achteren [Šimić 7, Smolders 9, Sillah 10 en Mendoza 11 in 46'] [Englebert 7 en Sani 8 in 53'] [Clement 8, Mendoza 9, Sani 10 en Sillah 11 in 74'] Wedstrijdverslag |                                           |
| 18 maart 2001 15:00 Jan Breydelstadion Brugge (Sint-Andries) Ref.: Pieter Vandevenne Toeschouwers: 17.000        | Mendoza 74'                                                                      | 0 – 1 1 – 1                                     | 18' Filipović                                                        | Verlinden De Cock, Lembi , Lešnjak, Van der Heyden Simons, Englebert, Smolders (74' Clement) Martens (46' Sillah), Mendoza, Šimić (53' Sani) 4–3–3 punt naar achteren [Šimić 7, Smolders 9, Sillah 10 en Mendoza 11 in 46'] [Englebert 7 en Sani 8 in 53'] [Clement 8, Mendoza 9, Sani 10 en Sillah 11 in 74'] Wedstrijdverslag |                                           |
| 31 maart 2001 20:00 Staaien Sint-Truiden Ref.: Johan Verbist Toeschouwers: 10.000                                | STVV                                                                             | 1 – 2                                           | Club Brugge                                                          | Verlinden De Cock (72' De Brul), Lembi, Lešnjak, Van der Heyden Simons, Clement, Vermant Englebert, Mendoza (88' Smolders), Sillah (78' Martens) 4–3–3 punt naar achteren 4–4–2 libero / stopper met Lembi libero, Simons stopper en Englebert 7 in 72' Wedstrijdverslag | Van der Heyden Lešnjak                    |
| 31 maart 2001 20:00 Staaien Sint-Truiden Ref.: Johan Verbist Toeschouwers: 10.000                                | Voets 26'                                                                        | 0 – 1 1 – 1 1 – 2                               | 14' Clement 75' Clement                                              | Verlinden De Cock (72' De Brul), Lembi, Lešnjak, Van der Heyden Simons, Clement, Vermant Englebert, Mendoza (88' Smolders), Sillah (78' Martens) 4–3–3 punt naar achteren 4–4–2 libero / stopper met Lembi libero, Simons stopper en Englebert 7 in 72' Wedstrijdverslag | Van der Heyden Lešnjak                    |
| 7 april 2001 20:00 Jan Breydelstadion Brugge (Sint-Andries) Ref.: Jacky Quaranta Toeschouwers: 18.000            | Club Brugge                                                                      | 2 – 2                                           | KVC Westerlo                                                         | Verlinden De Cock, Lembi, De Brul , Van der Heyden Simons, Clement, Vermant (84' Šimić) Englebert, Mendoza (89' Duarte), Sillah (74' Martens) 4–3–3 punt naar achteren [Martens 7, Englebert 10 en Šimić 11 in 84'] Wedstrijdverslag | De Brul                                   |
| 7 april 2001 20:00 Jan Breydelstadion Brugge (Sint-Andries) Ref.: Jacky Quaranta Toeschouwers: 18.000            | Clement 19' Van der Heyden 67'                                                   | 1 – 0 1 – 1 2 – 1 2 – 2                         | 51' Machiels 72' Mitrović                                            | Verlinden De Cock, Lembi, De Brul , Van der Heyden Simons, Clement, Vermant (84' Šimić) Englebert, Mendoza (89' Duarte), Sillah (74' Martens) 4–3–3 punt naar achteren [Martens 7, Englebert 10 en Šimić 11 in 84'] Wedstrijdverslag | De Brul                                   |
| 14 april 2001 20:00 Freethielstadion Beveren-Waas Ref.: Paul Allaerts Toeschouwers: 8.000                        | KSK Beveren                                                                      | 0 – 2                                           | Club Brugge                                                          | Verlinden De Cock, Lembi, De Brul , Van der Heyden Simons, Clement, Vermant (62' Lange) Englebert, Mendoza (89' Šimić), Sillah (80' Martens) 4–3–3 punt naar achteren [Sillah 8, Lange 9 en Mendoza 11 in 62'] [Martens 7 en Englebert 8 in 80'] Wedstrijdverslag | De Cock Van der Heyden De Brul            |
| 14 april 2001 20:00 Freethielstadion Beveren-Waas Ref.: Paul Allaerts Toeschouwers: 8.000                        |                                                                                  | 0 – 1 0 – 2                                     | 20' Sillah 88' Clement                                               | Verlinden De Cock, Lembi, De Brul , Van der Heyden Simons, Clement, Vermant (62' Lange) Englebert, Mendoza (89' Šimić), Sillah (80' Martens) 4–3–3 punt naar achteren [Sillah 8, Lange 9 en Mendoza 11 in 62'] [Martens 7 en Englebert 8 in 80'] Wedstrijdverslag | De Cock Van der Heyden De Brul            |
| 22 april 2001 15:00 Jan Breydelstadion Brugge (Sint-Andries) Ref.: Eric Blareau Toeschouwers: 16.000             | Club Brugge                                                                      | 1 – 0                                           | Sporting Charleroi                                                   | Verlinden De Cock, Lembi, De Brul (46' Lešnjak), Van der Heyden Simons, Clement (80' Martens), Vermant (75' Sillah) Englebert, Lange, Mendoza 4–3–3 punt naar achteren Vermant in 46' Lembi in 75' [Martens 7 en Englebert 8 in 80'] Wedstrijdverslag | De Brul                                   |
| 22 april 2001 15:00 Jan Breydelstadion Brugge (Sint-Andries) Ref.: Eric Blareau Toeschouwers: 16.000             | Mendoza 51'                                                                      | 1 – 0                                           |                                                                      | Verlinden De Cock, Lembi, De Brul (46' Lešnjak), Van der Heyden Simons, Clement (80' Martens), Vermant (75' Sillah) Englebert, Lange, Mendoza 4–3–3 punt naar achteren Vermant in 46' Lembi in 75' [Martens 7 en Englebert 8 in 80'] Wedstrijdverslag | De Brul                                   |
| 29 april 2001 15:00 Bosuilstadion Antwerpen (Deurne) Ref.: Michel Piraux Toeschouwers: 8.000                     | Antwerp                                                                          | 0 – 1                                           | Club Brugge                                                          | Verlinden De Cock, Lembi, Lešnjak, Van der Heyden Simons, Clement (44' Martens), Vermant Englebert (76' Sillah), Lange, Mendoza 4–3–3 punt naar achteren [Martens 7 en Englebert 8 in 44'] Wedstrijdverslag | De Cock Lešnjak                           |
| 29 april 2001 15:00 Bosuilstadion Antwerpen (Deurne) Ref.: Michel Piraux Toeschouwers: 8.000                     |                                                                                  | 0 – 1                                           | 87' Martens                                                          | Verlinden De Cock, Lembi, Lešnjak, Van der Heyden Simons, Clement (44' Martens), Vermant Englebert (76' Sillah), Lange, Mendoza 4–3–3 punt naar achteren [Martens 7 en Englebert 8 in 44'] Wedstrijdverslag | De Cock Lešnjak                           |
| 5 mei 2001 18:00 Jan Breydelstadion Brugge (Sint-Andries) Ref.: Eric Romain Toeschouwers: 27.000                 | Club Brugge                                                                      | 0 – 1                                           | RSC Anderlecht                                                       | Verlinden De Cock, Lembi, Lešnjak (80' De Brul), Van der Heyden Simons, Clement, Vermant (75' Verheyen) Englebert, Lange, Mendoza (80' Martens) 4–3–3 punt naar achteren Verheyen in 75' [Verheyen 7 en Englebert 10 in 75'] 4–3–2 punt naar voren met De Brul 2 en De Cock 5 in 80' [Verheyen en Lange centrumspitsen in 80'] Wedstrijdverslag | Lešnjak Van der Heyden 80' Van der Heyden |
| 5 mei 2001 18:00 Jan Breydelstadion Brugge (Sint-Andries) Ref.: Eric Romain Toeschouwers: 27.000                 |                                                                                  | 0 – 1                                           | 8' Crasson                                                           | Verlinden De Cock, Lembi, Lešnjak (80' De Brul), Van der Heyden Simons, Clement, Vermant (75' Verheyen) Englebert, Lange, Mendoza (80' Martens) 4–3–3 punt naar achteren Verheyen in 75' [Verheyen 7 en Englebert 10 in 75'] 4–3–2 punt naar voren met De Brul 2 en De Cock 5 in 80' [Verheyen en Lange centrumspitsen in 80'] Wedstrijdverslag | Lešnjak Van der Heyden 80' Van der Heyden |
| 12 mei 2001 20:00 Herman Vanderpoortenstadion Lier Ref.: Frank De Bleeckere Toeschouwers: 9.200                  | Lierse                                                                           | 0 – 2                                           | Club Brugge                                                          | Verlinden De Brul , Lembi, Lešnjak (46' Verheyen), De Cock Simons, Clement, Sillah (84' Sani) Englebert, Martens, Mendoza (63' Vermant) 4–3–3 punt naar achteren [Clement centrale verdediger, Verheyen 7 en Englebert 8 in 46'] [Vermant 10 en Sillah 11 in 63'] Wedstrijdverslag | 60' Englebert                             |
| 12 mei 2001 20:00 Herman Vanderpoortenstadion Lier Ref.: Frank De Bleeckere Toeschouwers: 9.200                  |                                                                                  | 0 – 1 0 – 2                                     | 30' Martens 81' Verheyen                                             | Verlinden De Brul , Lembi, Lešnjak (46' Verheyen), De Cock Simons, Clement, Sillah (84' Sani) Englebert, Martens, Mendoza (63' Vermant) 4–3–3 punt naar achteren [Clement centrale verdediger, Verheyen 7 en Englebert 8 in 46'] [Vermant 10 en Sillah 11 in 63'] Wedstrijdverslag | 60' Englebert                             |
| 20 mei 2001 15:00 Jan Breydelstadion Brugge (Sint-Andries) Ref.: Johan Verbist Toeschouwers: 15.000              | Club Brugge                                                                      | 6 – 0                                           | KRC Genk                                                             | Verlinden De Cock, Clement, De Brul, Van der Heyden Simons, Englebert (68' Sillah), Vermant Verheyen , Martens (78' Geraerts (85' niemand)), Mendoza (61' Duarte) 4–3–3 punt naar achteren [Duarte 9 en Martens 11 in 61'] [Geraerts 8 en Sillah 11 in 78'] [1] Sven Vermant, die eind maart bekendmaakte dat hij Club Brugge na acht seizoenen zou verruilen voor Schalke 04, werd geëerd met gezin (vrouw Stefanie en dochtertje Elena) en ontving bloemen van het Brugse clubbestuur. Zijn zoon Romeo Vermant was nog niet geboren. Vermant kreeg een staande ovatie van medespelers, trainerstaf en supporters voorafgaand aan de wedstrijd. Vermant scoorde zowaar in zijn laatste wedstrijd tegen Genk: hij maakte het vierde doelpunt. In de zomer van 2005 keerde Vermant wel terug naar het Jan Breydelstadion en speelde nog eens drie seizoenen voor Club Brugge. [2] Doelman Dany Verlinden vierde op de laatste speeldag het bereiken van de mijlpaal van 500 carrièrewedstrijden, dus inclusief die wedstrijden die hij in doel stond bij K. Lierse SK in de jaren tachtig. Ook Verlinden en gezin kregen bloemen en werden uitgebreid gevierd door alle leden van de club. [3] Karel Geraerts mocht in de slotfase zijn debuut maken en viel in voor Sandy Martens, maar moest al na vijf minuten worden afgevoerd geblesseerd aan de enkel na een tackle van KRC Genk-speler Josip Skoko en alle wisselmogelijkheden waren opgebruikt. Geraerts brak zijn enkel. De Limburger moest meer dan een jaar revalideren van de blessure. Wedstrijdverslag |                                           |
| 20 mei 2001 15:00 Jan Breydelstadion Brugge (Sint-Andries) Ref.: Johan Verbist Toeschouwers: 15.000              | De Brul 20' Simons 61' Verheyen 64' Vermant 66' Verheyen 70' Sillah 72'          | 1 – 0 2 – 0 3 – 0 4 – 0 5 – 0 6 – 0             |                                                                      | Verlinden De Cock, Clement, De Brul, Van der Heyden Simons, Englebert (68' Sillah), Vermant Verheyen , Martens (78' Geraerts (85' niemand)), Mendoza (61' Duarte) 4–3–3 punt naar achteren [Duarte 9 en Martens 11 in 61'] [Geraerts 8 en Sillah 11 in 78'] [1] Sven Vermant, die eind maart bekendmaakte dat hij Club Brugge na acht seizoenen zou verruilen voor Schalke 04, werd geëerd met gezin (vrouw Stefanie en dochtertje Elena) en ontving bloemen van het Brugse clubbestuur. Zijn zoon Romeo Vermant was nog niet geboren. Vermant kreeg een staande ovatie van medespelers, trainerstaf en supporters voorafgaand aan de wedstrijd. Vermant scoorde zowaar in zijn laatste wedstrijd tegen Genk: hij maakte het vierde doelpunt. In de zomer van 2005 keerde Vermant wel terug naar het Jan Breydelstadion en speelde nog eens drie seizoenen voor Club Brugge. [2] Doelman Dany Verlinden vierde op de laatste speeldag het bereiken van de mijlpaal van 500 carrièrewedstrijden, dus inclusief die wedstrijden die hij in doel stond bij K. Lierse SK in de jaren tachtig. Ook Verlinden en gezin kregen bloemen en werden uitgebreid gevierd door alle leden van de club. [3] Karel Geraerts mocht in de slotfase zijn debuut maken en viel in voor Sandy Martens, maar moest al na vijf minuten worden afgevoerd geblesseerd aan de enkel na een tackle van KRC Genk-speler Josip Skoko en alle wisselmogelijkheden waren opgebruikt. Geraerts brak zijn enkel. De Limburger moest meer dan een jaar revalideren van de blessure. Wedstrijdverslag |                                           |

| GNT (thuis) Foto's | MOE (uit) Foto's | LOK (thuis) Foto's | STA (uit) Foto's | LaL (thuis) Foto's | GBA (uit) Foto's | HAR (uit) Foto's | KVM (thuis) Foto's | AAL (uit) Foto's | STVV (thuis) Foto's |

| WES (uit) Foto's | BEV (thuis) Foto's | CHA (uit) Foto's | ANT (thuis) Foto's | RSCA (uit) Foto's | LIE (thuis) Foto's | GNK (uit) Foto's | GNT (uit) Foto's | MOE (thuis) Foto's | LOK (uit) Foto's |

| STA (thuis) Foto's | LaL (uit) Foto's | GBA (thuis) Foto's | HAR (thuis) Foto's | KVM (uit) Foto's | AAL (thuis) Foto's | STVV (uit) Foto's | WES (thuis) Foto's | BEV (uit) Foto's | CHA (thuis) Foto's |

| ANT (uit) Foto's | RSCA (thuis) Foto's | LIE (uit) Foto's | GNK (thuis) Foto's |

### Klassement
|         |    |                      | P  | W  | G  | V  | +  | -  | DS  | Ptn |
| ------- | -- | -------------------- | -- | -- | -- | -- | -- | -- | --- | --- |
| K (CL)  | 1  | Anderlecht           | 34 | 25 | 8  | 1  | 88 | 25 | +63 | 83  |
| (UEFA)  | 2  | Club Brugge          | 34 | 23 | 9  | 2  | 83 | 24 | +59 | 78  |
| (UEFA)  | 3  | Standard             | 34 | 16 | 12 | 6  | 71 | 44 | +27 | 60  |
|         | 4  | Sporting Lokeren SNW | 34 | 16 | 9  | 9  | 58 | 41 | +17 | 57  |
|         | 5  | AA Gent              | 34 | 16 | 9  | 9  | 61 | 49 | +12 | 57  |
|         | 6  | Germinal Beerschot   | 34 | 17 | 3  | 14 | 62 | 53 | +9  | 54  |
|         | 7  | Moeskroen            | 34 | 15 | 8  | 11 | 63 | 49 | +14 | 53  |
| (beker) | 8  | Westerlo             | 34 | 15 | 8  | 11 | 61 | 53 | +8  | 53  |
|         | 9  | Charleroi            | 34 | 14 | 5  | 15 | 51 | 65 | −14 | 47  |
|         | 10 | Lierse               | 34 | 12 | 7  | 15 | 44 | 51 | −7  | 43  |
|         | 11 | Genk                 | 34 | 11 | 9  | 14 | 45 | 51 | −6  | 42  |
|         | 12 | Antwerp              | 34 | 11 | 7  | 16 | 38 | 45 | −7  | 40  |
|         | 13 | Sint-Truiden         | 34 | 9  | 8  | 17 | 44 | 54 | −10 | 35  |
|         | 14 | Beveren              | 34 | 9  | 8  | 17 | 30 | 64 | −34 | 35  |
|         | 15 | La Louvière          | 34 | 6  | 12 | 16 | 32 | 56 | −24 | 30  |
|         | 16 | Eendracht Aalst      | 34 | 7  | 8  | 19 | 33 | 65 | −32 | 29  |
| D       | 17 | Harelbeke            | 34 | 8  | 4  | 22 | 36 | 79 | −43 | 28  |
| D       | 18 | KV Mechelen          | 34 | 4  | 10 | 20 | 40 | 72 | −32 | 22  |

P: wedstrijden gespeeld, W: wedstrijden gewonnen, G: gelijke spelen, V: wedstrijden verloren, +: gescoorde doelpunten, -: doelpunten tegen, DS: doelsaldo, Ptn: totaal punten
K: kampioen, D: degradeert, (beker): bekerwinnaar, (UEFA): geplaatst voor UEFA-beker

#### Opmerkingen
1. ↑  Wedstrijd werd verplaatst naar deze datum.
2. ↑  De website IMAGO geeft 2001 als jaartal weer, maar de afbeeldingen behandelen wel degelijk de wedstrijd Club Brugge–STVV van 22 oktober 2000.

## UEFA Cup

### Derde voorronde (heen)
|                                           |                                                      |                |                   |                                                                                          |
| 10 augustus 2000 Derde voorronde UEFA Cup | Club Brugge                                          | 4 – 1          | FC Flora Tallinn  | Jan Breydelstadion, Brugge Toeschouwers: n.b. Scheidsrechter: Eduardo Iturralde González |
| 10 augustus 2000 Derde voorronde UEFA Cup | 40' (pen), 53' (pen) Fadiga 79' Mendoza 83' Verheyen | Wedstrijdfiche | 20' (pen) Saviauk | Jan Breydelstadion, Brugge Toeschouwers: n.b. Scheidsrechter: Eduardo Iturralde González |

| Club Brugge | FC Flora Tallinn |

| Club Brugge (4–3–3): |    |                      |     |
|                      |    |                      |     |
| GK                   | 1  | Dany Verlinden       |     |
| RB                   | 2  | Olivier De Cock      |     |
| CB                   | 12 | Tjörven De Brul      |     |
| CB                   | 16 | Nzelo Lembi          |     |
| LB                   | 5  | Peter Van der Heyden |     |
| DM                   | 3  | Timmy Simons         |     |
| CM                   | 8  | Gaëtan Englebert     |     |
| CM                   | 14 | Sven Vermant         | 31' |
| RW                   | 7  | Gert Verheyen        |     |
| CF                   | 18 | Andrés Mendoza       | 89' |
| LW                   | 9  | Khalilou Fadiga      | 61' |
| Wisselspelers:       |    |                      |     |
|                      |    |                      |     |
| GK                   | 13 | Dejan Nemec          |     |
| DF                   | 25 | Hans Cornelis        |     |
| MF                   | 27 | Karel Geraerts       |     |
| FW                   | 20 | Ebou Sillah          |     |
| FW                   | 11 | Sandy Martens        | 31' |
| FW                   | 24 | Tim Smolders         | 89' |
| FW                   | 29 | Koen Schockaert      |     |
| Coach:               |    |                      |     |
| Trond Sollied        |    |                      |     |

| FC Flora Tallinn (4–2–3–1): |    |                    |     |
|                             |    |                    |     |
| GK                          | 1  | Toomas Tohver      |     |
| RB                          | 13 | Teet Allas         |     |
| CB                          | 2  | Raio Piiroja       |     |
| CB                          | 3  | Andrei Stepanov    |     |
| LB                          | 16 | Erko Saviauk       | 53' |
| CM                          | 21 | Viktor Alonen      |     |
| CM                          | 6  | Aivar Anniste      |     |
| RM                          | 10 | Kert Haavistu      |     |
| AM                          | 15 | Joel Lindpere      | 28' |
| LM                          | 17 | Janno Jürisson     | 79' |
| CF                          | 8  | Aleksander Saharov |     |
| Wisselspelers:              |    |                    |     |
|                             |    |                    |     |
| DF                          | 23 | Tiit Tikenberg     |     |
| MF                          | 4  | Märt Kosemets      |     |
| MF                          | 7  | Meelis Rooba       | 28' |
| FW                          | 22 | Enver Jääger       | 79' |
| Coach:                      |    |                    |     |
| Tarmo Rüütli                |    |                    |     |

### Derde voorronde (terug)
|                                           |                  |                |                         |                                                                          |
| 23 augustus 2000 Derde voorronde UEFA Cup | FC Flora Tallinn | 0 – 2          | Club Brugge             | Kadriorustadion, Tallinn Toeschouwers: n.b. Scheidsrechter: Kjell Alseth |
| 23 augustus 2000 Derde voorronde UEFA Cup |                  | Wedstrijdfiche | 23' Vermant 82' Martens | Kadriorustadion, Tallinn Toeschouwers: n.b. Scheidsrechter: Kjell Alseth |

| FC Flora Tallinn | Club Brugge |

| FC Flora Tallinn (4–4–2): |    |                    |     |
|                           |    |                    |     |
| GK                        | 1  | Toomas Tohver      |     |
| RB                        | 13 | Teet Allas         |     |
| CB                        | 2  | Raio Piiroja       |     |
| CB                        | 3  | Andrei Stepanov    | 79' |
| LB                        | 16 | Erko Saviauk       | 10' |
| RM                        | 10 | Kert Haavistu      |     |
| CM                        | 21 | Viktor Alonen      |     |
| CM                        | 16 | Aivar Anniste      |     |
| LM                        | 17 | Janno Jürisson     |     |
| RF                        | 22 | Enver Jääger       | 46' |
| LF                        | 8  | Aleksander Saharov |     |
| Wisselspelers:            |    |                    |     |
|                           |    |                    |     |
| GK                        | 12 | Kert Kütt          |     |
| DF                        | 23 | Tiit Tikenberg     |     |
| MF                        | 4  | Märt Kosemets      | 46' |
| MF                        | 7  | Meelis Rooba       |     |
| MF                        | 14 | Jesper Johansson   |     |
| Coach:                    |    |                    |     |
| Tarmo Rüütli              |    |                    |     |

| Club Brugge (4–3–3): |    |                      |     |
|                      |    |                      |     |
| GK                   | 13 | Dejan Nemec          |     |
| RB                   | 25 | Hans Cornelis        |     |
| CB                   | 12 | Tjörven De Brul      |     |
| CB                   | 16 | Nzelo Lembi          |     |
| LB                   | 5  | Peter Van der Heyden |     |
| DM                   | 3  | Timmy Simons         |     |
| CM                   | 8  | Gaëtan Englebert     | 60' |
| CM                   | 14 | Sven Vermant         |     |
| RW                   | 7  | Gert Verheyen        | 76' |
| CF                   | 19 | Jochen Janssen       |     |
| LW                   | 9  | Khalilou Fadiga      | 46' |
| Wisselspelers:       |    |                      |     |
|                      |    |                      |     |
| GK                   | 1  | Dany Verlinden       |     |
| FW                   | 24 | Tim Smolders         |     |
| MF                   | 27 | Karel Geraerts       |     |
| FW                   | 20 | Ebou Sillah          | 60' |
| FW                   | 18 | Andrés Mendoza       |     |
| FW                   | 11 | Sandy Martens        | 46' |
| FW                   | 29 | Koen Schockaert      | 76' |
| Coach:               |    |                      |     |
| Trond Sollied        |    |                      |     |

### Eerste ronde (heen)
|                                         |                        |                |               |                                                                                   |
| 14 september 2000 Eerste ronde UEFA Cup | Club Brugge            | 2 – 0          | APOEL Nicosia | Jan Breydelstadion, Brugge Toeschouwers: 7.023 Scheidsrechter: Kristinn Jakobsson |
| 14 september 2000 Eerste ronde UEFA Cup | 37' Simons 62' Mendoza | Wedstrijdfiche |               | Jan Breydelstadion, Brugge Toeschouwers: 7.023 Scheidsrechter: Kristinn Jakobsson |

| Club Brugge | APOEL Nicosia |

| Club Brugge (4–3–3): |    |                      |     |
|                      |    |                      |     |
| GK                   | 1  | Dany Verlinden       |     |
| RB                   | 2  | Olivier De Cock      |     |
| CB                   | 12 | Tjörven De Brul      | 51' |
| CB                   | 16 | Nzelo Lembi          |     |
| LB                   | 5  | Peter Van der Heyden |     |
| DM                   | 3  | Timmy Simons         |     |
| CM                   | 8  | Gaëtan Englebert     |     |
| CM                   | 14 | Sven Vermant         |     |
| RW                   | 7  | Gert Verheyen        |     |
| CF                   | 11 | Sandy Martens        | 67' |
| LW                   | 18 | Andrés Mendoza       | 81' |
| Wisselspelers:       |    |                      |     |
|                      |    |                      |     |
| DF                   | 4  | Milan Lešnjak        | 51' |
| FW                   | 19 | Jochen Janssen       | 67' |
| FW                   | 24 | Tim Smolders         | 81' |
| Coach:               |    |                      |     |
| Trond Sollied        |    |                      |     |

| APOEL Nicosia (4–2–3–1): |    |                            |     |
|                          |    |                            |     |
| GK                       | 1  | Michalis Morfis            |     |
| RB                       | 20 | Aristos Aristokleous       | 89' |
| CB                       |    | Nikos Timotheou            |     |
| CB                       | 18 | Dimitrios Daskalakis       |     |
| LB                       |    | Panagiotis Spyrou          |     |
| CM                       |    | Spiros Marangos            |     |
| CM                       | 17 | Marinos Satsias            |     |
| RM                       | 25 | Petros Petrou              |     |
| AM                       |    | Dalibor Škorić             | 86' |
| LM                       |    | Goran Lazarevski           |     |
| CF                       |    | Siniša Gogić               |     |
| Wisselspelers:           |    |                            |     |
|                          |    |                            |     |
| MF                       | 21 | Konstantinos Charalambidis | 69' |
| DF                       |    | Angelos Misos              | 86' |
| DF                       |    | Antonis Nikolaou           | 89' |
| Coach:                   |    |                            |     |
| Mike Walker              |    |                            |     |

### Eerste ronde (terug)
|                                         |               |                |             |                                                                         |
| 28 september 2000 Eerste ronde UEFA Cup | APOEL Nicosia | 0 – 1          | Club Brugge | GSP-stadion, Nicosia Toeschouwers: 1.241 Scheidsrechter: Milan Mitrović |
| 28 september 2000 Eerste ronde UEFA Cup |               | Wedstrijdfiche | 21' Mendoza | GSP-stadion, Nicosia Toeschouwers: 1.241 Scheidsrechter: Milan Mitrović |

| APOEL Nicosia | Club Brugge |

| APOEL Nicosia (3–5–2): |    |                      |     |
|                        |    |                      |     |
| GK                     | 1  | Michalis Morfis      |     |
| CB                     | 20 | Aristos Aristokleous | 60' |
| CB                     | 18 | Dimitrios Daskalakis |     |
| CB                     |    | Panagiotis Spyrou    |     |
| RWB                    | 25 | Petros Petrou        |     |
| LWB                    |    | Goran Lazarevski     |     |
| CM                     |    | Spiros Marangos      |     |
| CM                     | 17 | Marinos Satsias      |     |
| AM                     |    | Dalibor Škorić       | 83' |
| CF                     |    | Yiasoumis Yiasoumi   | 90' |
| CF                     |    | Siniša Gogić         |     |
| Wisselspelers:         |    |                      |     |
|                        |    |                      |     |
| DF                     |    | Antonis Nikolaou     | 60' |
| FW                     | 31 | Sozos Fasouliotis    | 83' |
| DF                     | 11 | Nektarios Alexandrou | 90' |
| Coach:                 |    |                      |     |
| Mike Walker            |    |                      |     |

| Club Brugge (4–3–3): |    |                      |     |
|                      |    |                      |     |
| GK                   | 1  | Dany Verlinden       |     |
| RB                   | 2  | Olivier De Cock      |     |
| CB                   | 12 | Tjörven De Brul      |     |
| CB                   | 16 | Nzelo Lembi          |     |
| LB                   | 5  | Peter Van der Heyden |     |
| DM                   | 3  | Timmy Simons         |     |
| CM                   | 8  | Gaëtan Englebert     |     |
| CM                   | 14 | Sven Vermant         |     |
| RW                   | 7  | Gert Verheyen        | 46' |
| CF                   | 11 | Sandy Martens        | 85' |
| LW                   | 18 | Andrés Mendoza       | 70' |
| Wisselspelers:       |    |                      |     |
|                      |    |                      |     |
| FW                   | 19 | Jochen Janssen       | 46' |
| FW                   | 20 | Ebou Sillah          | 70' |
| FW                   | 24 | Tim Smolders         | 85' |
| Coach:               |    |                      |     |
| Trond Sollied        |    |                      |     |

### Tweede ronde (heen)
|                                       |                                   |                |                 |                                                                               |
| 26 oktober 2000 Tweede ronde UEFA Cup | Club Brugge                       | 2 – 1          | FC Sankt Gallen | Jan Breydelstadion, Brugge Toeschouwers: 10.283 Scheidsrechter: Ivan Dobrinov |
| 26 oktober 2000 Tweede ronde UEFA Cup | 54' (pen) Lembi 77' (pen) Vermant | Wedstrijdfiche | 29' Amoah       | Jan Breydelstadion, Brugge Toeschouwers: 10.283 Scheidsrechter: Ivan Dobrinov |

| Club Brugge | FC Sankt Gallen |

| Club Brugge (4–3–3): |    |                      |     |
|                      |    |                      |     |
| GK                   | 1  | Dany Verlinden       |     |
| RB                   | 2  | Olivier De Cock      |     |
| CB                   | 12 | Tjörven De Brul      |     |
| CB                   | 16 | Nzelo Lembi          |     |
| LB                   | 5  | Peter Van der Heyden |     |
| DM                   | 3  | Timmy Simons         |     |
| CM                   | 8  | Gaëtan Englebert     |     |
| CM                   | 14 | Sven Vermant         |     |
| RW                   | 7  | Gert Verheyen        |     |
| CF                   | 11 | Sandy Martens        |     |
| LW                   | 18 | Andrés Mendoza       | 71' |
| Wisselspelers:       |    |                      |     |
|                      |    |                      |     |
| FW                   | 19 | Jochen Janssen       | 71' |
| Coach:               |    |                      |     |
| Trond Sollied        |    |                      |     |

| FC Sankt Gallen (4–4–2 ruit): |    |                 |     |
|                               |    |                 |     |
| GK                            | 1  | Jörg Stiel      |     |
| RB                            | 17 | Marc Zellweger  |     |
| CB                            | 8  | Daniel Imhof    |     |
| CB                            | 15 | Marco Zwyssig   |     |
| LB                            | 21 | Ivan Dal Santo  |     |
| DM                            | 2  | Guido           |     |
| RM                            | 6  | Sascha Müller   |     |
| LM                            | 7  | Jerren Nixon    | 68' |
| AM                            | 20 | Jairo           |     |
| RF                            | 11 | Charles Amoah   |     |
| LF                            | 10 | Ionel Gane      | 77' |
| Wisselspelers:                |    |                 |     |
|                               |    |                 |     |
| MF                            | 19 | Nicola Colacino | 68' |
| FW                            | 9  | Giorgio Contini | 77' |
| Coach:                        |    |                 |     |
| Marcel Koller                 |    |                 |     |

### Tweede ronde (terug)
|                                       |                 |                |               |                                                                        |
| 9 november 2000 Tweede ronde UEFA Cup | FC Sankt Gallen | 1 – 1          | Club Brugge   | Hardturm, Zürich Toeschouwers: 14.500 Scheidsrechter: Fiorenzo Treossi |
| 9 november 2000 Tweede ronde UEFA Cup | 19' Amoah       | Wedstrijdfiche | 90+2' Mendoza | Hardturm, Zürich Toeschouwers: 14.500 Scheidsrechter: Fiorenzo Treossi |

| FC Sankt Gallen | Club Brugge |

| FC Sankt Gallen (4–4–2): |    |                 |     |
|                          |    |                 |     |
| GK                       | 1  | Jörg Stiel      |     |
| RB                       | 17 | Marc Zellweger  |     |
| CB                       | 5  | Patrick Winkler |     |
| CB                       | 15 | Marco Zwyssig   |     |
| LB                       | 21 | Ivan Dal Santo  |     |
| RM                       | 6  | Sascha Müller   |     |
| CM                       | 8  | Daniel Imhof    |     |
| CM                       | 2  | Guido           |     |
| LM                       | 7  | Jerren Nixon    | 78' |
| RF                       | 11 | Charles Amoah   |     |
| LF                       | 10 | Ionel Gane      | 88' |
| Wisselspelers:           |    |                 |     |
|                          |    |                 |     |
| MF                       | 19 | Nicola Colacino | 78' |
| FW                       | 9  | Giorgio Contini | 88' |
| Coach:                   |    |                 |     |
| Marcel Koller            |    |                 |     |

| Club Brugge (4–3–3): |    |                      |     |
|                      |    |                      |     |
| GK                   | 13 | Dejan Nemec          |     |
| RB                   | 2  | Olivier De Cock      | 81' |
| CB                   | 12 | Tjörven De Brul      |     |
| CB                   | 16 | Nzelo Lembi          |     |
| LB                   | 5  | Peter Van Der Heyden |     |
| DM                   | 3  | Timmy Simons         |     |
| CM                   | 8  | Gaëtan Englebert     |     |
| CM                   | 14 | Sven Vermant         | 86' |
| RW                   | 7  | Gert Verheyen        |     |
| CF                   | 11 | Sandy Martens        | 71' |
| LW                   | 18 | Andrés Mendoza       |     |
| Wisselspelers:       |    |                      |     |
|                      |    |                      |     |
| FW                   | 19 | Jochen Janssen       | 71' |
| FW                   | 24 | Tim Smolders         | 81' |
| DF                   | 4  | Milan Lešnjak        | 86' |
| Coach:               |    |                      |     |
| Trond Sollied        |    |                      |     |

### Derde ronde (heen)
|                                       |             |                |                          |                                                                               |
| 23 november 2000 Derde ronde UEFA Cup | Club Brugge | 0 – 2          | FC Barcelona             | Jan Breydelstadion, Brugge Toeschouwers: 27.624 Scheidsrechter: Konrad Plautz |
| 23 november 2000 Derde ronde UEFA Cup |             | Wedstrijdfiche | 24' Rivaldo 30' Kluivert | Jan Breydelstadion, Brugge Toeschouwers: 27.624 Scheidsrechter: Konrad Plautz |

| Club Brugge | FC Barcelona |

| Club Brugge (4–3–3): |    |                      |     |
|                      |    |                      |     |
| GK                   | 13 | Dejan Nemec          |     |
| RB                   | 2  | Olivier De Cock      |     |
| CB                   | 12 | Tjörven De Brul      |     |
| CB                   | 16 | Nzelo Lembi          | 71' |
| LB                   | 5  | Peter Van der Heyden |     |
| DM                   | 3  | Timmy Simons         |     |
| CM                   | 8  | Gaëtan Englebert     |     |
| CM                   | 14 | Sven Vermant         | 81' |
| RW                   | 7  | Gert Verheyen        |     |
| CF                   | 11 | Sandy Martens        | 62' |
| LW                   | 18 | Andrés Mendoza       |     |
| Wisselspelers:       |    |                      |     |
|                      |    |                      |     |
| FW                   | 19 | Jochen Janssen       | 62' |
| DF                   | 4  | Milan Lešnjak        | 71' |
| FW                   | 24 | Tim Smolders         | 81' |
| Coach:               |    |                      |     |
| Trond Sollied        |    |                      |     |

| FC Barcelona (4–3–3): |    |                  |     |
|                       |    |                  |     |
| GK                    | 25 | Francesc Arnau   | 64' |
| RB                    | 2  | Michael Reiziger |     |
| CB                    | 3  | Frank de Boer    |     |
| CB                    | 5  | Abelardo         |     |
| LB                    | 12 | Sergi Barjuán    |     |
| CM                    | 8  | Philip Cocu      |     |
| CM                    | 16 | Xavi             | 61' |
| AM                    | 14 | Gerard López     |     |
| RW                    | 10 | Rivaldo          |     |
| CF                    | 9  | Patrick Kluivert |     |
| LW                    | 11 | Marc Overmars    | 76' |
| Wisselspelers:        |    |                  |     |
|                       |    |                  |     |
| MF                    | 17 | Emmanuel Petit   | 61' |
| GK                    | 1  | Richard Dutruel  | 64' |
| MF                    | 20 | Simão            | 76' |
| Coach:                |    |                  |     |
| Llorenç Serra Ferrer  |    |                  |     |

### Derde ronde (terug)
|                                      |                   |                |              |                                                                         |
| 7 december 2000 Derde ronde UEFA Cup | FC Barcelona      | 1 – 1          | Club Brugge  | Camp Nou, Barcelona Toeschouwers: 35.000 Scheidsrechter: Herbert Fandel |
| 7 december 2000 Derde ronde UEFA Cup | 17' (pen) Rivaldo | Wedstrijdfiche | 26' Verheyen | Camp Nou, Barcelona Toeschouwers: 35.000 Scheidsrechter: Herbert Fandel |

| FC Barcelona | Club Brugge |

| FC Barcelona (3–4–3 ruit): |    |                  |     |
|                            |    |                  |     |
| GK                         | 35 | Pepe Reina       |     |
| SW                         | 17 | Emmanuel Petit   |     |
| CB                         | 5  | Abelardo         |     |
| CB                         | 12 | Sergi Barjuán    |     |
| DM                         | 4  | Josep Guardiola  | 69' |
| RM                         | 18 | Gabri            |     |
| LM                         | 8  | Philip Cocu      |     |
| AM                         | 10 | Rivaldo          | 75' |
| RW                         | 20 | Simão            | 75' |
| CF                         | 9  | Patrick Kluivert |     |
| LW                         | 11 | Marc Overmars    |     |
| Wisselspelers:             |    |                  |     |
|                            |    |                  |     |
| MF                         | 16 | Xavi             | 69' |
| MF                         | 14 | Gerard López     | 75' |
| FW                         | 7  | Alfonso          | 75' |
| Coach:                     |    |                  |     |
| Llorenç Serra Ferrer       |    |                  |     |

| Club Brugge (4–3–3): |    |                      |     |
|                      |    |                      |     |
| GK                   | 13 | Dejan Nemec          |     |
| RB                   | 2  | Olivier De Cock      |     |
| CB                   | 12 | Tjörven De Brul      |     |
| CB                   | 16 | Nzelo Lembi          |     |
| LB                   | 5  | Peter Van der Heyden | 67' |
| DM                   | 3  | Timmy Simons         |     |
| CM                   | 8  | Gaëtan Englebert     |     |
| CM                   | 24 | Tim Smolders         | 75' |
| RW                   | 7  | Gert Verheyen        |     |
| CF                   | 19 | Jochen Janssen       | 73' |
| LW                   | 18 | Andrés Mendoza       |     |
| Wisselspelers:       |    |                      |     |
|                      |    |                      |     |
| DF                   | 4  | Milan Lešnjak        | 73' |
| MF                   | 6  | Philippe Clement     | 75' |
| Coach:               |    |                      |     |
| Trond Sollied        |    |                      |     |

## Beker van België

### Wedstrijd
| Wedstrijddetails                                                                 | Thuisploeg                  | Uitslag           | Uitploeg    | Opstelling | Kaarten |
| -------------------------------------------------------------------------------- | --------------------------- | ----------------- | ----------- | --- | ------- |
| 1/16e finale                                                                     |                             |                   |             | |         |
| 4 november 2000 20:00 Tivoli La Louvière Ref.: Johan Verbist Toeschouwers: 7.000 | La Louvière                 | 2 – 1             | Club Brugge | Verlinden De Cock, De Brul, Lembi (90' Lešnjak), Van der Heyden Simons, Englebert, Vermant Verheyen , Mendoza (68' Smolders), Martens (46' Sillah) 4–3–3 punt naar achteren | Lembi   |
| 4 november 2000 20:00 Tivoli La Louvière Ref.: Johan Verbist Toeschouwers: 7.000 | Tilmant 32' Missé-Missé 86' | 1 – 0 1 – 1 2 – 1 | 55' Simons  | Verlinden De Cock, De Brul, Lembi (90' Lešnjak), Van der Heyden Simons, Englebert, Vermant Verheyen , Mendoza (68' Smolders), Martens (46' Sillah) 4–3–3 punt naar achteren | Lembi   |

### Laatste 16
|  | 1/8e finale | 1/8e finale               | 1/8e finale        |     |                    | kwartfinale | kwartfinale        | kwartfinale |  |  | halve finale | halve finale | halve finale |   |  | finale | finale | finale |
|  |             |                           |                    |     |                    |             |                    |             |  |  |              |              |              |   |  |        |        |        |
|  |             | Germinal Beerschot        | 2                  |     |                    |             |                    |             |  |  |              |              |              |   |  |        |        |        |
|  |             | KSV Ingelmunster (II)     | 1                  |     |                    |             |                    |             |  |  |              |              |              |   |  |        |        |        |
|  |             | KSV Ingelmunster (II)     | 1                  |     | Germinal Beerschot | 3           |                    |             |  |  |              |              |              |   |  |        |        |        |
|  |             |                           |                    |     | Germinal Beerschot | 3           |                    |             |  |  |              |              |              |   |  |        |        |        |
|  |             |                           | RSC Anderlecht     | 0   |                    |             |                    |             |  |  |              |              |              |   |  |        |        |        |
|  |             | RSC Anderlecht            | RSC Anderlecht     | 0   | 2                  |             |                    |             |  |  |              |              |              |   |  |        |        |        |
|  |             |                           |                    |     | 2                  |             |                    |             |  |  |              |              |              |   |  |        |        |        |
|  |             | KAA Gent                  | 1                  |     |                    |             |                    |             |  |  |              |              |              |   |  |        |        |        |
|  |             |                           |                    |     |                    |             | Germinal Beerschot | 1           |  |  |              |              |              |   |  |        |        |        |
|  |             |                           |                    |     |                    |             |                    |             |  |  |              |              |              |   |  |        |        |        |
|  |             |                           | KVC Westerlo       | 2   |                    |             |                    |             |  |  |              |              |              |   |  |        |        |        |
|  |             | KVC Westerlo              | KVC Westerlo       | 2   | 3                  |             |                    |             |  |  |              |              |              |   |  |        |        |        |
|  |             |                           |                    |     | 3                  |             |                    |             |  |  |              |              |              |   |  |        |        |        |
|  |             | SK Beveren                | 1                  |     |                    |             |                    |             |  |  |              |              |              |   |  |        |        |        |
|  |             | SK Beveren                | 1                  |     | KVC Westerlo       | 1           |                    |             |  |  |              |              |              |   |  |        |        |        |
|  |             |                           |                    |     | KVC Westerlo       | 1           |                    |             |  |  |              |              |              |   |  |        |        |        |
|  |             |                           | Sint-Truiden VV    | 0   |                    |             |                    |             |  |  |              |              |              |   |  |        |        |        |
|  |             | R. Antwerp FC             | Sint-Truiden VV    | 0   | 1                  |             |                    |             |  |  |              |              |              |   |  |        |        |        |
|  |             |                           |                    |     | 1                  |             |                    |             |  |  |              |              |              |   |  |        |        |        |
|  |             | Sint-Truiden VV           | 3                  |     |                    |             |                    |             |  |  |              |              |              |   |  |        |        |        |
|  |             |                           |                    |     |                    |             |                    |             |  |  |              |              | KVC Westerlo | 1 |  |        |        |        |
|  |             |                           |                    |     |                    |             |                    |             |  |  |              |              |              | 1 |  |        |        |        |
|  |             |                           | Lommel SK (II)     | 0   |                    |             |                    |             |  |  |              |              |              |   |  |        |        |        |
|  |             | Lommel SK (II)            | Lommel SK (II)     | 0   | 3                  |             |                    |             |  |  |              |              |              |   |  |        |        |        |
|  |             | Lommel SK (II)            |                    |     | 3                  |             |                    |             |  |  |              |              |              |   |  |        |        |        |
|  |             | La Louvière               | 0                  |     |                    |             |                    |             |  |  |              |              |              |   |  |        |        |        |
|  |             | La Louvière               | 0                  |     | Lommel SK (II)     | 3           |                    |             |  |  |              |              |              |   |  |        |        |        |
|  |             |                           |                    |     | Lommel SK (II)     | 3           |                    |             |  |  |              |              |              |   |  |        |        |        |
|  |             |                           | KSC Lokeren        | 1   |                    |             |                    |             |  |  |              |              |              |   |  |        |        |        |
|  |             | Standard Luik             | KSC Lokeren        | 1   | 0                  |             |                    |             |  |  |              |              |              |   |  |        |        |        |
|  |             |                           |                    |     | 0                  |             |                    |             |  |  |              |              |              |   |  |        |        |        |
|  |             | KSC Lokeren               | 1                  |     |                    |             |                    |             |  |  |              |              |              |   |  |        |        |        |
|  |             |                           |                    |     |                    |             | Lommel SK (II)     | 2 1         |  |  |              |              |              |   |  |        |        |        |
|  |             |                           |                    |     |                    |             |                    |             |  |  |              |              |              |   |  |        |        |        |
|  |             |                           | KRC Genk           | 1   |                    |             |                    |             |  |  |              |              |              |   |  |        |        |        |
|  |             | Verbroedering Geel (II)   | KRC Genk           | 1   | 0                  |             |                    |             |  |  |              |              |              |   |  |        |        |        |
|  |             | Verbroedering Geel (II)   |                    |     | 0                  |             |                    |             |  |  |              |              |              |   |  |        |        |        |
|  |             | KRC Genk                  | 4                  |     |                    |             |                    |             |  |  |              |              |              |   |  |        |        |        |
|  |             | KRC Genk                  | 4                  |     | KRC Genk           | 4 2         |                    |             |  |  |              |              |              |   |  |        |        |        |
|  |             |                           |                    |     | KRC Genk           | 4 2         |                    |             |  |  |              |              |              |   |  |        |        |        |
|  |             |                           | Cercle Brugge (II) | 4 1 |                    |             |                    |             |  |  |              |              |              |   |  |        |        |        |
|  |             | Thor Kokerij Meldert (IV) | Cercle Brugge (II) | 4 1 | 1                  |             |                    |             |  |  |              |              |              |   |  |        |        |        |
|  |             | Thor Kokerij Meldert (IV) |                    |     | 1                  |             |                    |             |  |  |              |              |              |   |  |        |        |        |
|  |             | Cercle Brugge (II)        | 2                  |     |                    |             |                    |             |  |  |              |              |              |   |  |        |        |        |

## Statistieken
De spelers met de meeste wedstrijden zijn in het groen aangeduid, de speler met de meeste doelpunten in het geel.
| Nr. | Naam                 | Eerste klasse | Eerste klasse | Beker van België | Beker van België | UEFA Cup | UEFA Cup | Totaal | Totaal |
| Nr. | Naam                 | Wed           | Goals         | Wed              | Goals            | Wed      | Goals    | Wed    | Goals  |
| --- | -------------------- | ------------- | ------------- | ---------------- | ---------------- | -------- | -------- | ------ | ------ |
| 1.  | Dany Verlinden       | 26            | 0             | 1                | 0                | 4        | 0        | 31     | 0      |
| 2.  | Olivier De Cock      | 33            | 0             | 1                | 0                | 7        | 0        | 41     | 0      |
| 3.  | Timmy Simons         | 34            | 2             | 1                | 1                | 8        | 1        | 43     | 4      |
| 4.  | Milan Lešnjak        | 22            | 0             | 1                | 0                | 4        | 0        | 27     | 0      |
| 5.  | Peter Van der Heyden | 32            | 2             | 1                | 0                | 8        | 0        | 41     | 2      |
| 6.  | Philippe Clement     | 16            | 4             | 0                | 0                | 1        | 0        | 17     | 4      |
| 7.  | Gert Verheyen        | 23            | 17            | 1                | 0                | 8        | 2        | 32     | 19     |
| 8.  | Gaëtan Englebert     | 34            | 4             | 1                | 0                | 8        | 0        | 43     | 4      |
| 9.  | Khalilou Fadiga      | 3             | 4             | 0                | 0                | 2        | 2        | 5      | 6      |
| 9.  | Josip Šimić          | 12            | 0             | 0                | 0                | 0        | 0        | 12     | 0      |
| 10. | Bratislav Ristić     | 1             | 0             | 0                | 0                | 0        | 0        | 1      | 0      |
| 11. | Sandy Martens        | 31            | 8             | 1                | 0                | 7        | 1        | 39     | 9      |
| 12. | Tjörven De Brul      | 29            | 4             | 1                | 0                | 8        | 0        | 38     | 4      |
| 13. | Dejan Nemec          | 9             | 0             | 0                | 0                | 4        | 0        | 13     | 0      |
| 14. | Sven Vermant         | 33            | 13            | 1                | 0                | 7        | 2        | 41     | 15     |
| 15. | Aminu Sani           | 4             | 0             | 0                | 0                | 0        | 0        | 4      | 0      |
| 16. | Nzelo Lembi          | 30            | 5             | 1                | 0                | 8        | 1        | 39     | 6      |
| 17. | José Duarte          | 5             | 0             | 0                | 0                | 0        | 0        | 5      | 0      |
| 18. | Andrés Mendoza       | 33            | 12            | 1                | 0                | 7        | 4        | 41     | 16     |
| 19. | Jochen Janssen       | 15            | 4             | 0                | 0                | 7        | 0        | 22     | 4      |
| 19. | Rune Lange           | 4             | 0             | 0                | 0                | 0        | 0        | 4      | 0      |
| 20. | Ebrima Sillah        | 14            | 2             | 1                | 0                | 2        | 0        | 17     | 2      |
| 22. | Koen Schockaert      | 0             | 0             | 0                | 0                | 1        | 0        | 1      | 0      |
| 22. | Birger Maertens      | 0             | 0             | 0                | 0                | 0        | 0        | 0      | 0      |
| 23. | Stijn Stijnen        | 0             | 0             | 0                | 0                | 0        | 0        | 0      | 0      |
| 24. | Tim Smolders         | 19            | 2             | 1                | 0                | 6        | 0        | 26     | 2      |
| 25. | Hans Cornelis        | 0             | 0             | 0                | 0                | 1        | 0        | 1      | 0      |
| 27. | Karel Geraerts       | 1             | 0             | 0                | 0                | 0        | 0        | 1      | 0      |
| 28. | Jimmy De Wulf        | 0             | 0             | 0                | 0                | 0        | 0        | 0      | 0      |

## Individuele prijzen
- Man van het Seizoen: Timmy Simons

## Afbeeldingen

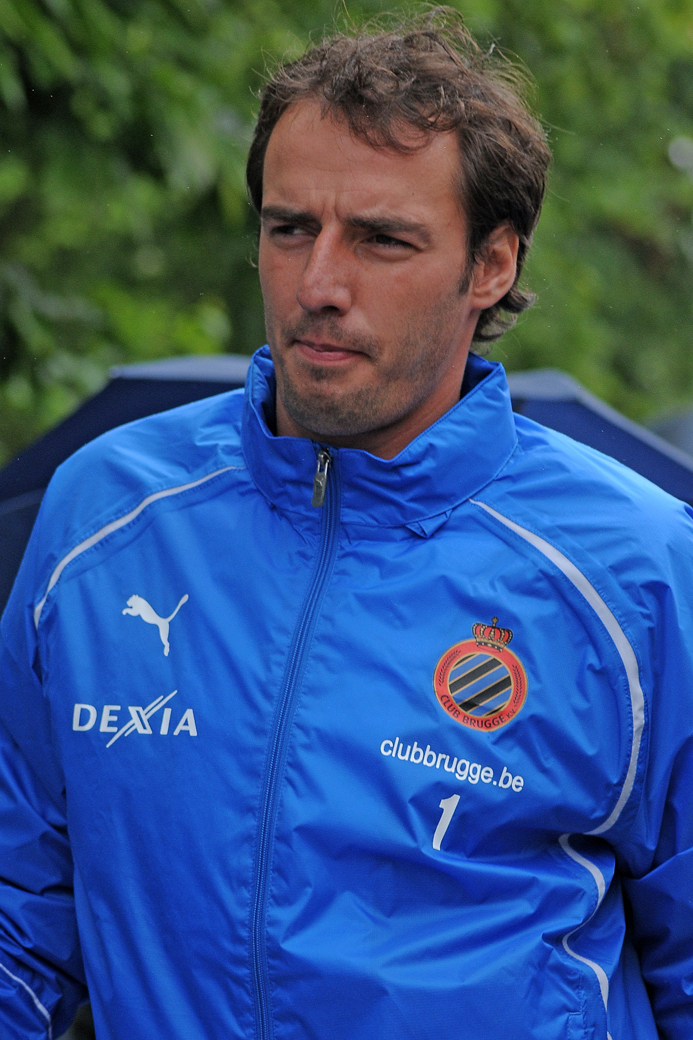
Stijn Stijnen (doelman)
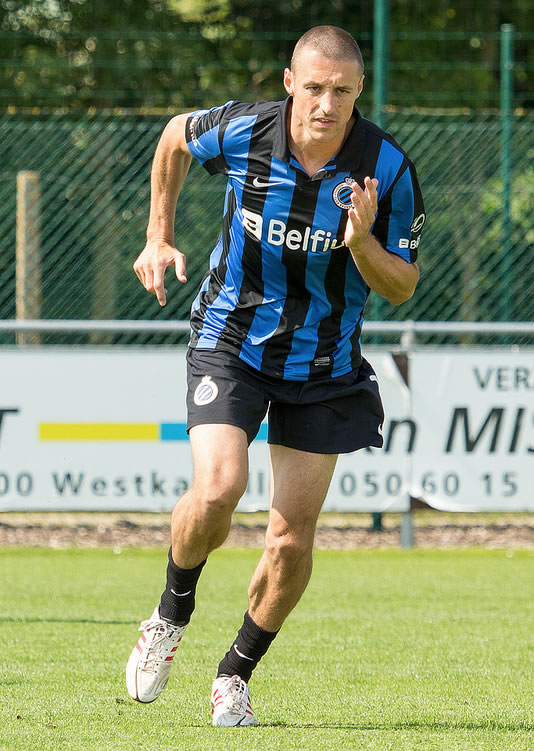
Timmy Simons (middenvelder)
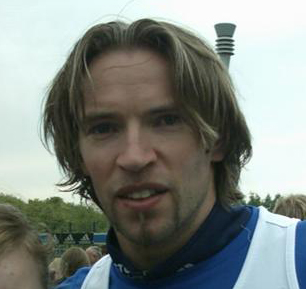
Sven Vermant (middenvelder)
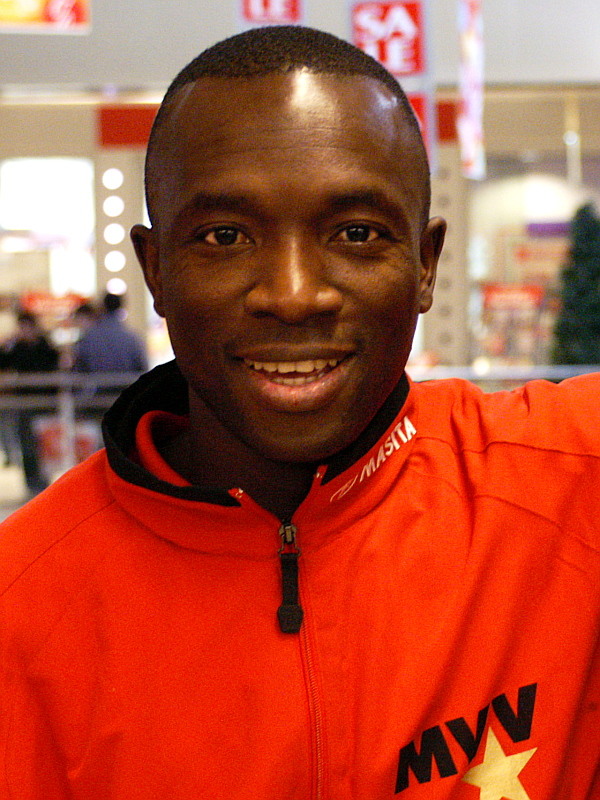
Ebrima Sillah (middenvelder)
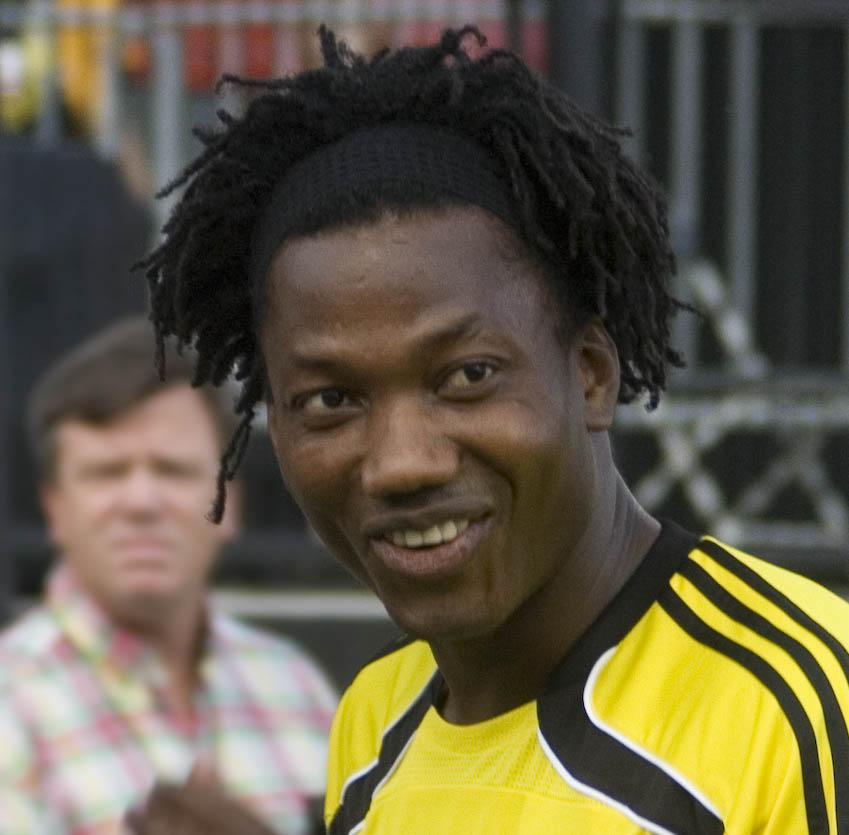
Andrés Mendoza (aanvaller)